# Раковина в геральдике
Раковина — негеральдическая фигура, распространена в портовых и прибрежных городах.
В средние века напоминала о Святой земле и других местах религиозного поклонения, а также о непрекращающихся попытках завоевать эти святыни.
По мнению геральдиста Джинанни, в гербах раковины символизируют «общественное доверие, согласие и союз». Геральдист Бомбачи считает, что раковины обозначают «достоинство кавалерии», что связано с украшением лошадей рыцарей раковинами.

## История
Раковины в геральдике напоминают о морях, дальних морских путешествиях. Поэтому, во многих гербах древнего происхождения дворянства стран Европы и в особенности Италии и Испании, встречаются раковины. Некоторые из них напоминают о Крестовых походах (на берегах Палестины распространены раковины Pecten), а другие указывают на паломничество в Сантьяго-де-Компостела, к святым мощам Иакова Зеведеева покровителя Испании, изображённого с раковиной в руке.

## Виды герольдических раковин
Геральдист Кроллаланца выделяет три вида раковин:
1. Раковины с «ушками» и с выпуклой внешней стороной, которые являются напоминанием о Крестовом походе предка рода. Из бывает два вида и оба относятся к роду раковин Pecten. Первый вид назван так, поскольку раковины использовались пилигримами, направлявшимися в Сантьяго-де-Компостела, для украшения плащей (фр. «coguille de Saint-Jacgues», «pelerineo manteau»). Эти раковины считались эмблемой Святого Иакова. Геральдист Бомбачи добавлял, что ими же украшали и верховых лошадей.
2. Раковина без ушек, всегда изображаемая внешней стороной (спинкой), называется раковиной Святого Михаила, покровителя Франции (предположительно раковина относится к виду Chama). Здесь же имеется некоторое противоречие, поскольку в изображении ордена Святого Михаила встречаются раковины с ушками. Орден был учреждён в августе 1469 года Людовиком XI, в честь появления архангела Михаила над Орлеанским мостом (этот мост осаждали англичане в 1428 году).
3. Раковина, изображаемая с внутренней, углублённой стороны — раковина Сан-Джакомо. Но здесь опять имеется противоречие и смешение терминов (во французском манускрипте 1312 года она названа «jacobin»).

Имеются ещё две раковины крайне редко встречающиеся в гербах — «веретенообразные» (возможно, что это раковина Murex) и «большая» трубчатой формы (раковина Triton).
На гербах изображаются как раковины природные, так и геральдические, в основном не менее трёх штук и только веретенообразные, как правило одиночные. Цвета раковин: золото, серебро и червлень, редко — лазурь.
В России эмблемы раковин в дворянских гербах широкого распространения не нашли и в основном связаны с выходцами из других стран. В Российской Федерации раковины в основном употребляются в городских, окружных и муниципальных гербах Крымского и Дальневосточного федерального округа.

## Галерея

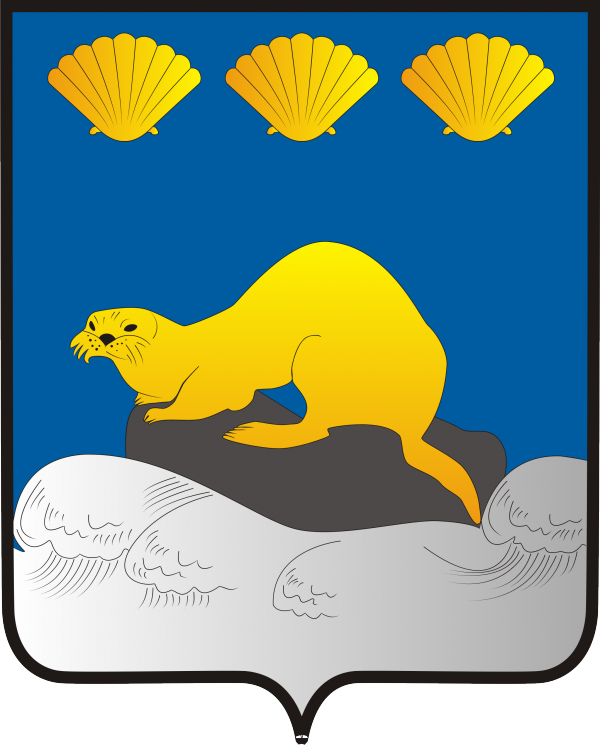
Герб Северо-Курильского городского округа
Герб Крыма
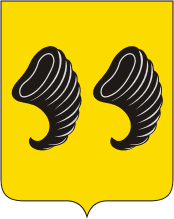
Герб Нерехты